# Отель Сесиль (Александрия)
Отель Сесиль (араб. فندق شتيجنبرجر سيسل‎) — четырёхзвёздочный отель в городе Александрия на площади Саад Заглула. Отель был построен семьёй еврейского происхождения Мецгер в 1929 году.

## История
Отель был построен семьёй еврейского происхождения Мецгер в 1929 году. В этом отеле останавливались такие известные личности как писатель Уильям Сомерсет, британский политик Уинстон Черчилль и американский гангстер Аль Капоне, более того известно что этот отель использовался Секретная разведывательная служба.
Отель был захвачен Египетским правительством после Июльской революции и через пять лет семья Мецгер была изгнана из страны. В 2007 году после многочисленных судебных разбирательств, отель был возвращен семье Мецгер, которая однако продала его Египетскому правительству.

## В культуре
Отель фигурирует в романе Александрийский квартет британского писателя Лоренса Даррелла и в романе Мирамар египетского писателя Нагиба Махфуза.